# Gheidar Mamedaliev
Gheidar Mamedaliev (n. 2 aprilie 1974, Qubadlı, Gubadly District⁠(d), Republica Sovietică Socialistă Azerbaidjană) este un luptător ce a reprezentat Rusia, medaliat olimpic. A participat la o ediție a Jocurilor Olimpice (2004) în care a câștigat o medalie de argint.

## Participări
Lista de mai jos prezintă principalele competiții la care a participat Gheidar Mamedaliev de-a lungul carierei.
- wrestling at the 2004 Summer Olympics – men's Greco-Roman 55 kg[*]